# Sergio Martelli
Sergio Martelli (Bologna, 8 marzo 1933 – Bologna, 24 dicembre 2020) è stato un politico, editore e giornalista italiano.

## Biografia
Sergio Martelli è stato un giornalista iscritto all'ordine dei giornalisti dell'Emilia Romagna, segretario dell'Associazione Pionieri Italiani di Bologna dal 1954 al 1960, segretario dell'ARCI bolognese dal 1967 al 1972, presidente regionale dell’ARCI Emilia Romagna dal 1972 al 1976 e dal 1976 al 1980 venne eletto nella segreteria dell'ARCI. Negli anni '80 si impegnò nella promozione della cooperazione di consumo e fu redattore della rivista Consumatori e direttore responsabile dal 2006 della rivista Welcome in Centergross & Bologna.
È stato consigliere di quartiere, consigliere alla Provincia di Bologna dal 1980 al 1985.
Nel 2015 è stato uno dei fondatori (e primo presidente onorario) dell'associazione Comitato Ricerca Associazione Pionieri.
Negli archivi di Città degli archivi di Sergio Martelli sono archiviate numerosi documenti  in cui si ricorda la sua attività politica.
Sempre dal 2015 Sergio Martelli è stato tra i promotori di incontri pubblici (Istituto Gramsci Bologna. Libreria Ambasciatori di Bologna , Biblioteca Comunale Imola) dove ha presentato il libro Pionieri a Bologna. Dal 2016 al 2020, come Presidente Onorario Comitato Ricerche Associazione Pionieri, ha partecipato a numerose assemblee pubbliche dove ha parlato della storia dell'Associazione Pionieri Italiani, della rivista per giovani Pioniere e del libro Pionieri a Bologna.

## Pubblicazioni
- Sergio Martelli e Riccardo Fabio Franchi, Pionieri a Bologna[8]
- Sergio Martelli Radio CittàFujiko Bologna[9]
- Fondazione Istituto Gramsci Emilia-Romagna: Fondo Sergio Martelli[10]
- Sergio Martelli Incontro del 21 aprile 2017 a Bologna
- Sergio Martelli e Lidia Testoni, Lineamenti per una storia dell'associazionismo culturale sportivo e ricreativo in Italia: Dalle Società di Mutuo Soccorso alla nascita e all'attività dell'ARCI. Opac.sbn.it
- Andrea Sassi e Sergio Martelli, Indagine quantitativa sui consumi culturali in Emilia-Romagna (1968-1980).
- Sergio Martelli, Problemi del decentramento culturale" di Sergio Martelli dell'ARCI-UISP regionale: Convegno su: Quartieri ed associazionismo culturale-ricreativo, Bologna 6 ottobre 1973 Opac.sbn.it